# Gene Bruno
Gene Bruno (Los Angeles, 13 de abril de 1948) é um acupunturista americano, e doutor em Medicina Oriental.